# Marie-Mathilde Freuler-Bühler
Marie-Mathilde Freuler-Bühler (* 28. November 1911 in Luzern; † 4. August 2016 in Basel) war eine Schweizer Redaktorin und Feministin.
Marie-Mathilde Bühler war das erste Kind und die älteste Tochter des Luzerner Juristen Franz Bühler (1881–1925), Rechtsanwalt, «Vaterland»-Redaktor, Grossstadtrat und Grossrat sowie Regimentskommandant und der Elisabeth geb. von Moos. Sie besuchte das Mädchengymnasium St-Croix in Freiburg und studierte an der Universität Basel und der Universität Freiburg Geisteswissenschaften und Rechtswissenschaft. 1938 heiratete sie den Basler Zahnarzt Franz Freuler († 1981). Das Ehepaar hatte vier Kinder (Franz Freuler, Niklaus Freuler, Jost Freuler und Christine Meyer-Freuler). 
Von 1947 an war sie journalistisch und in der Erwachsenenbildung tätig. Im gleichen Jahr beteiligte sie sich an der Gründung des Staatsbürgerlichen Verbandes katholischer Schweizerinnen STAKA. Sie gründete mit Alice Kälin, Ursula Kaiser, Hedwig Lutz-Odermatt sowie ihrer jüngeren Schwester Elisabeth Müller-Bühler die Basler Sektion der STAKA und präsidierte diese Kantonalsektion mit Unterbruch von 1958 bis 1967 und den schweizerischen Gesamtverband von 1961 bis 1974.
Marie-Mathilde Freuler-Bühler trat in der Öffentlichkeit als Organisatorin von Aktionen für das Frauenstimmrecht in Erscheinung. Von 1961 bis 1963 war sie Generalsekretärin der Europäischen Frauenunion EFU. Sie beteiligte sich 1962 an der Gründung der Schweizer Landessektion SEFU und präsidierte diesen Teilverband von 1975 bis 1987. 1990 gründete sie die Arbeitsgruppe für kirchliche Frauenfragen in Basel.